# منتخب الكويت لكرة القدم الشاطئية
منتخب الكويت لكرة القدم الشاطئية (بالإنجليزية: Kuwait national beach soccer team)‏ ، هي منتخب رياضي لكرة القدم الشاطئية في الكويت ، شاركت في بطولة كأس العالم لكرة القدم الشاطئية سنة 2011م ، واحتل الكويت المرتبة العاشرة ، وشاركت بدورة الألعاب لكرة القدم الشاطئية الآسيوية مرة واحدة عام 2010 ، والتي احتل ترتيبها الثالثة عشرة.

## مصدر
1. ↑  Beach Soccer Worldwide نسخة محفوظة 03 مارس 2016 على موقع واي باك مشين.